# Cyril Scott
Cyril Scott (Banbridge, 9 febbraio 1866 – Flushing, 16 agosto 1945) è stato un attore irlandese naturalizzato statunitense il cui nome appare con regolarità nei cartelloni di Broadway sin dal 1893 fino a metà degli anni trenta del Novecento .
Attore essenzialmente teatrale, prese parte anche ad alcuni film, anche in ruoli da protagonista.

## Biografia
Nato in Irlanda, nella contea di Down

## Filmografia
- Arizona, regia di Augustus Thomas (1913)
- The Day of Days, regia di Daniel Frohman (1914)
- Not Guilty, regia di Joseph A. Golden (1915)
- The Lords of High Decision, regia di Jack Harvey (1916)
- His Royal Highness, regia di F.W. Thring (1932)